# Окунін
Окунін (пол. Okunin, нім. Langmeil) — село в Польщі, у гміні Сулехув Зеленогурського повіту Любуського воєводства.
Населення — 150 осіб (2011).
У 1975-1998 роках село належало до Зеленогурського воєводства.

## Демографія
Демографічна структура станом на 31 березня 2011 року:
|          | Загалом | Допрацездатний вік | Працездатний вік | Постпрацездатний вік |
| -------- | ------- | ------------------ | ---------------- | -------------------- |
| Чоловіки | 77      | 19                 | 51               | 7                    |
| Жінки    | 73      | 13                 | 44               | 16                   |
| Разом    | 150     | 32                 | 95               | 23                   |